# Gais 1967
Fotbollsklubben Gais spelade säsongen 1967 i allsvenskan, där man slutade åtta. I svenska cupen, som återupptagits efter många år, gick Gais till kvartsfinal.

## Inför säsongen

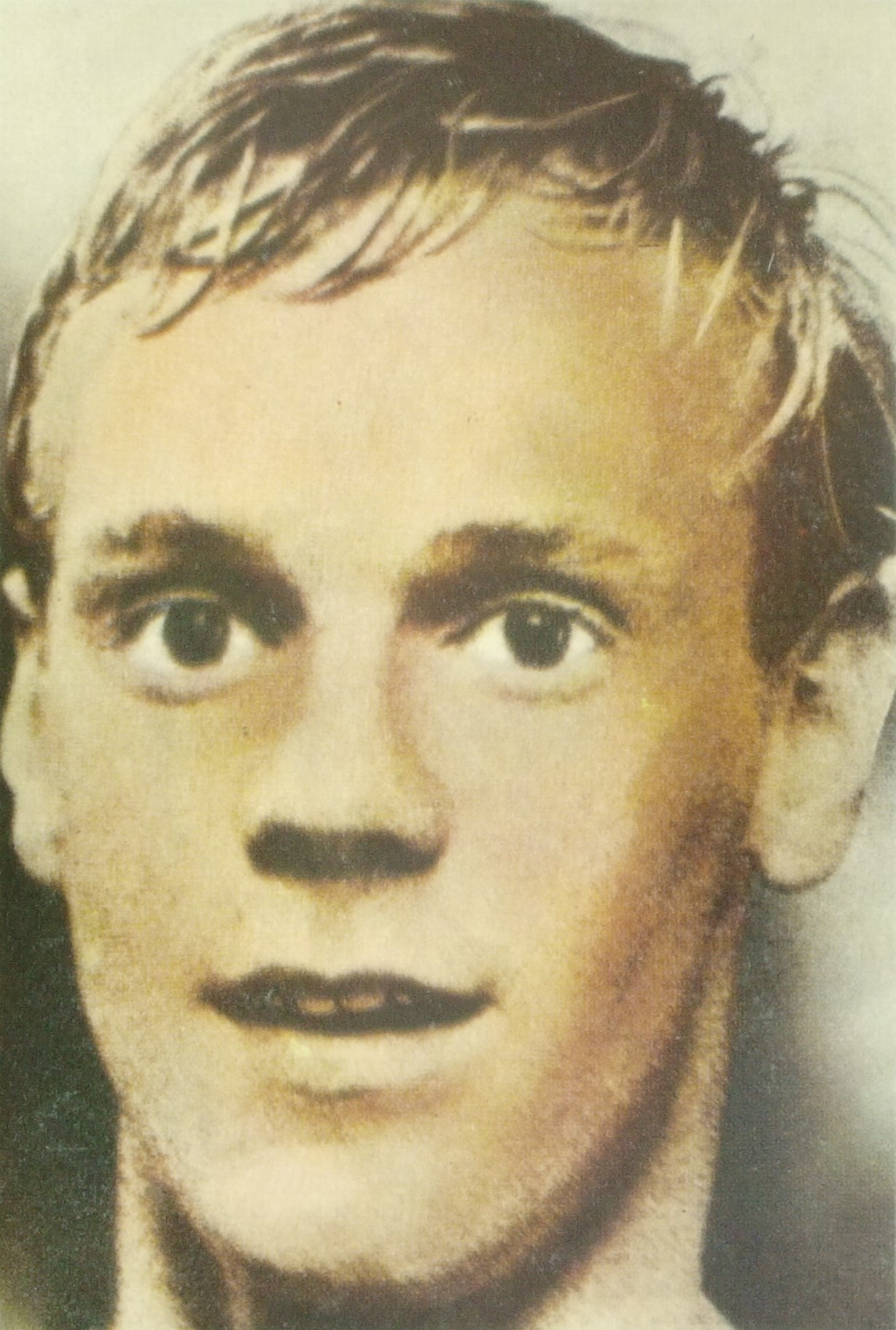
Nils Norlander debuterade för Gais säsongen 1967.

Bengt Bjerned blev 1967 ny ordförande för Gais, och framtiden såg ljus ut. Leif Forsberg och Rolf Lundh hade slutat, men de hade ersatts av nytt blod i och med Eddy Magnusson, Nils Norlander och Ralf Söderblom från ungdomslaget samt nyförvärvet Lars-Ove Haraldsson från Grimsås IF.

## Seriespel
Det blev en rivstart för Gais i den allsvenska premiären hemma mot bottentippade nykomlingen IFK Holmsund. Emellertid kom rivstarten åt fel håll – redan efter 25 sekunders spel satte bortalagets Kenneth Sjöblom 0–1 bakom Leif Andersson. Eddy Magnusson kvitterade sedermera och Gais kom undan med 1–1. I tredje omgången körde Gais över Örgryte IS i det första Göteborgsderbyt för säsongen. Ett överlägset Gais vann med 4–1 efter två mål av Jan Olsson. Gais hade gått in i matchen med taktiken att låta den hårdföre Gunder Högström punktmarkera Öis anfallsstjärna Agne Simonsson. Det riktades hård kritik mot detta destruktiva sätt att spela, som hade lanserats av engelske Nobby Stiles i fotbolls-VM 1966, men resultaten talade för att tränaren Holger Hansson hade hittat en vägvinnande taktik.

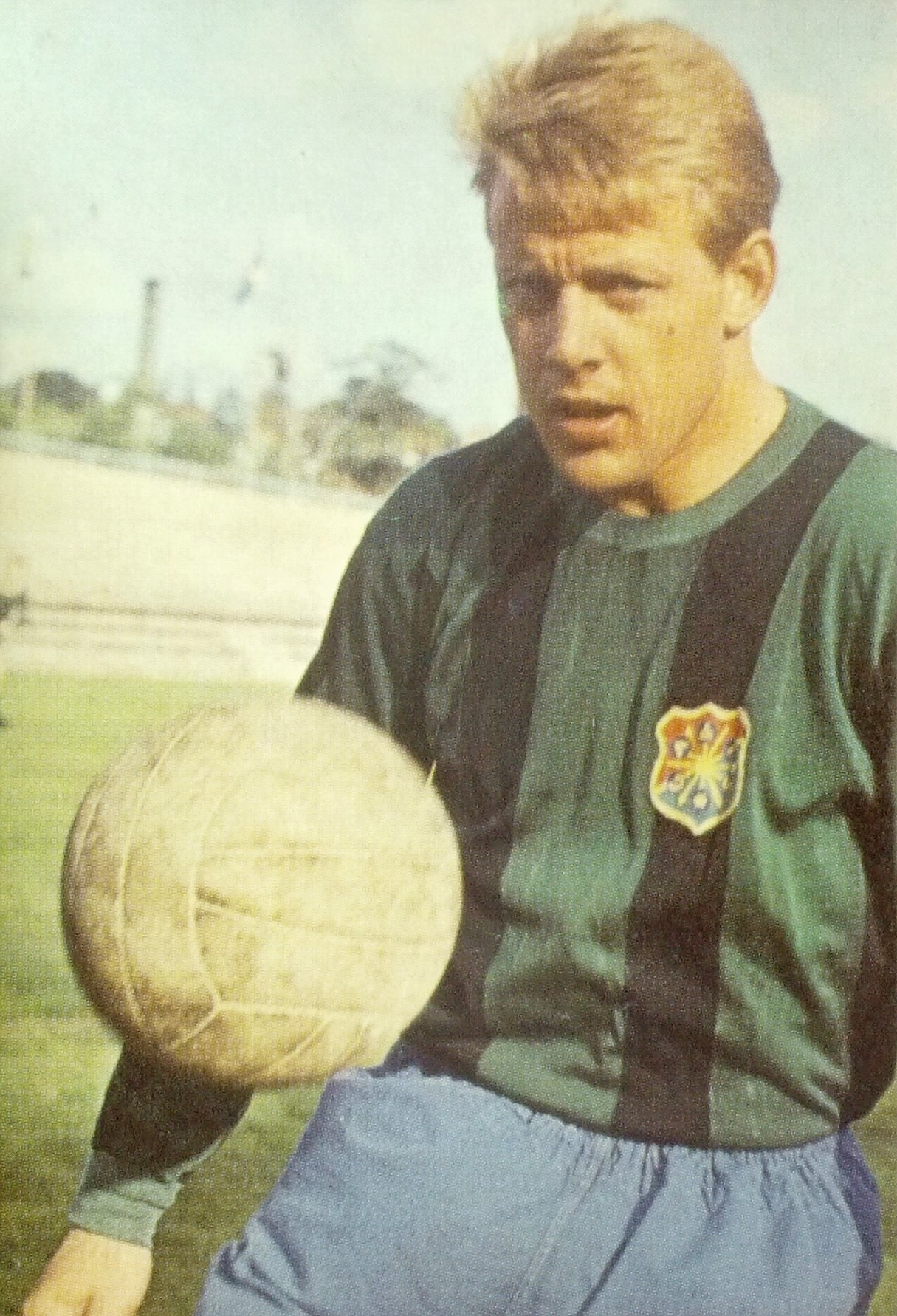
Leif Wendt.

Två veckor efter derbyt mot Örgryte stundade ännu ett derby, mot IFK Göteborg, och trots att Gais tidigt hamnade i underläge lyckades man vända matchen till 2–1 efter mål av Jan Olsson och Leif Wendt. Centerhalven Kurt Axelsson briljerade i denna match, något som ledde till intresse hos uppköpare från belgiska proffsklubbar. Gais fina Ullevisvit fortsatte med 2–0 mot Örebro SK, 0–0 mot Hälsingborgs IF och 3–0 mot IF Elfsborg.
Efter vårsäsongen låg Gais femma. Under sommaruppehållet försvann Kurt Axelsson till belgiska Club Brugge KV, men hösten inleddes ändå med fina 2–1 hemma mot Djurgårdens IF, sedan gästernas tuffing Claes Cronqvist blivit utvisad efter en fällning av Thomas Bloom. Efter segrar mot Hammarby IF (1–0) och ännu en derbyvinst mot Öis (3–1) låg Gais fyra, bara en poäng efter AIK på andraplatsen. Då vände lyckan för Gais. I höstderbyt mot IFK förlorade man med hela 1–4 och försvann från toppstriden. När Malmö FF sedan kom på besök till Ullevi för att säkra SM-guldet hade Leif Andersson en usel dag i målet då skåningarna gick från 1–2 till 1–7 under de tjugo sista minuterna i matchen. Gais avslutade säsongen med att bortabesegra IFK Holmsund med 2–1 inför allsvenskans sämsta publiksiffra: 137 åskådare.
Gais slutade till sist på en åttonde plats i tabellen, vilket sågs som ett godkänt resultat. Man var Göteborgs bästa lag, hade ökat publiksnittet till över 9 000 och hade återigen börjat göra mål efter förra säsongens måltorka. Kurt Axelsson och Jan Olsson var ordinarie i svenska landslaget, och även Yngve Samuelsson och Leif Wendt hade fått representera Sverige i en match mot Englands OS-lag. Under hösten gjorde dessutom Gais klart med den lovande U-landslagsmannen Sten Pålsson från Kungshamns IF i division III.

### Tabell
| Nr | Lag                 | S  | V  | O | F  | GM | IM | MS  | P  |
| -- | ------------------- | -- | -- | - | -- | -- | -- | --- | -- |
| 1  | Malmö FF            | 22 | 14 | 5 | 3  | 53 | 21 | +32 | 33 |
| 2  | Djurgårdens IF (RM) | 22 | 10 | 8 | 4  | 40 | 28 | +12 | 28 |
| 3  | Hälsingborgs IF     | 22 | 12 | 2 | 8  | 42 | 35 | +7  | 26 |
| 4  | Örebro SK           | 22 | 11 | 4 | 7  | 37 | 30 | +7  | 26 |
| 5  | AIK                 | 22 | 10 | 5 | 7  | 38 | 33 | +5  | 25 |
| 6  | IFK Norrköping      | 22 | 10 | 5 | 7  | 26 | 21 | +5  | 25 |
| 7  | IF Elfsborg         | 22 | 9  | 5 | 8  | 46 | 39 | +7  | 23 |
| 8  | Gais                | 22 | 10 | 3 | 9  | 32 | 33 | −1  | 23 |
| 9  | IFK Göteborg        | 22 | 8  | 5 | 9  | 41 | 37 | +4  | 21 |
| 10 | Örgryte IS          | 22 | 6  | 5 | 11 | 40 | 46 | −6  | 17 |
| 11 | Hammarby IF (U)     | 22 | 3  | 4 | 15 | 23 | 40 | −17 | 10 |
| 12 | IFK Holmsund (U)    | 22 | 3  | 1 | 18 | 24 | 79 | −55 | 7  |

### Seriematcher
| Lag             | Hemma | Borta |
| --------------- | ----- | ----- |
| Malmö FF        | 1–7   | 1–2   |
| Djurgårdens IF  | 2–1   | 0–2   |
| Hälsingborgs IF | 0–0   | 2–3   |
| Örebro SK       | 2–0   | 1–0   |
| AIK             | 3–3   | 0–2   |
| IFK Norrköping  | 1–2   | 0–1   |
| IF Elfsborg     | 3–0   | 2–0   |
| IFK Göteborg    | 1–4   | 2–1   |
| Örgryte IS      | 3–1   | 4–1   |
| Hammarby IF     | 1–0   | 0–1   |
| IFK Holmsund    | 1–1   | 2–1   |

### Spelarstatistik

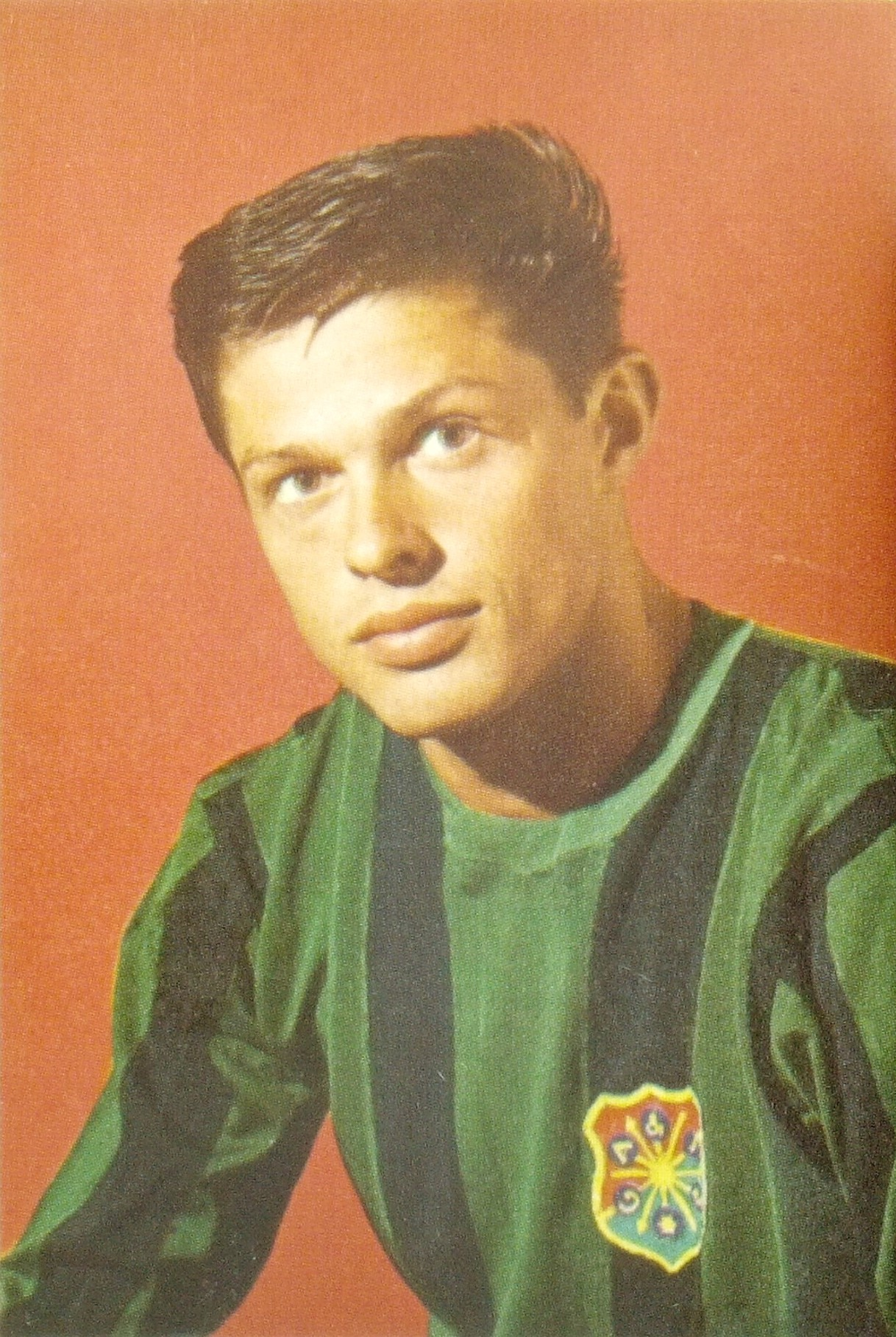
Jan Olsson blev intern skyttekung 1967 med 9 mål.

| Spelare             | Matcher | Mål |
| ------------------- | ------- | --- |
| Kent Grek           | 22      |     |
| Christer Heideberg  | 22      |     |
| Jan Olsson          | 21      | 9   |
| Leif Wendt          | 21      | 7   |
| Leif Andersson (mv) | 21      |     |
| Hasse Samuelsson    | 19      | 8   |
| Lars-Ove Haraldsson | 19      | 2   |
| Yngve Samuelsson    | 19      |     |
| Gunder Högström     | 18      |     |
| Thomas Bloom        | 16      | 2   |
| Benny Apell         | 11      |     |
| Kurt Axelsson       | 11      |     |
| Nils Norlander      | 11      |     |
| Ralf Söderblom      | 9       | 1   |
| Bengt Johansson     | 6       | 2   |
| Kent Olsson         | 5       |     |
| Sune Persson        | 3       |     |
| Eddy Magnusson      | 1       | 1   |
| Roger Bodin         | 1       |     |
| Ove Olsson (mv)     | 1       |     |

## Svenska cupen
Svenska cupen återinfördes säsongen 1967, och Gais gick in i tredje omgången, där man lottades mot Sandvikens IF. Gais vann på bortaplan med 0–1 efter mål av Hasse Samuelsson. I åttondelsfinalen mötte man Djurgårdens IF, även detta på bortaplan, och vann med 0–2 efter mål av Ralf Söderblom och Thomas Bloom. I kvartsfinalen blev dock Örebro SK för svåra: närkingarna vann på hemmaplan med hela 5–1. Gais tröstmål gjordes av Thomas Bloom.